# Tabanus albilinea
Tabanus albilinea är en tvåvingeart som beskrevs av Walker 1848. Tabanus albilinea ingår i släktet Tabanus och familjen bromsar. Inga underarter finns listade i Catalogue of Life.